# Samogitià

Els samogitians juntament amb la resta de tribus bàltiques al.

El samogitià, o baix lituà, és un dialecte del lituà parlat principalment a Samogítia, a l'oest de Lituània. No es troba estandarditzat i sovint se'l confon amb el dialecte més comú parlat a Lituània entre els segles xvi i segle xviii. De vegades també se'l considera una llengua diferenciada, a causa de la poca intel·ligibilitat amb el lituà.

## Situació política
L'ús del samogitià es troba en clar declivi; no es fa servir en el sistema escolar local i només s'hi publica una revista trimestral. No hi ha emissions de televisió en samogitià però sí que s'emeten alguns programes de ràdio en aquest dialecte a Klaipėda i Telšiai. Els diaris locals, les emissores de ràdio i les editorials acostumen a utilitzar el lituà estàndard per arribar a un públic més ampli. Entre les persones que el parlen, només uns pocs poden entendre'l en la seva forma escrita.

## Abecedari
| A a | [ā]  | Ā ā | [ėlguojė ā] | B b | [bė] | C c | [cė]      | Č č | [čė]        | D d | [dė]        | E e | [ē]         | Ē ē | [ėlguojė ē] |
| Ė ė | [ė̅]  | Ė̅ ė̅ | [ėlguojė ė̅] | F f | [ėf] | G g | [gė, gie] | H h | [hā]        | I i | [ī]         | Ī ī | [ėlguojė ī] | J j | [jot]       |
| K k | [kā] | L l | [ėl]        | M m | [ėm] | N n | [ėn]      | O o | [ō]         | Ō ō | [ėlguojė ō] | P p | [pė]        | R r | [ėr]        |
| S s | [ės] | Š š | [ėš]        | T t | [tė] | U u | [ū]       | Ū ū | [ėlguojė ū] | V v | [vė]        | Z z | [zė, zet]   | Ž ž | [žė, žet].  |

## Paraules
| Català                | Samogitià                | Lituà                                                                  | Letó                                | Latgalià                |
| --------------------- | ------------------------ | ---------------------------------------------------------------------- | ----------------------------------- | ----------------------- |
| Sí                    | Je, Noje, Tēp            | Taip                                                                   | Jā                                  | Nuj                     |
| No                    | Ne                       | Ne                                                                     | Nē                                  | Nā                      |
| Hola!                 | Svēks                    | Sveikas                                                                | Sveiks                              | Vasals                  |
| Com estàs             | Kāp gīvenė?              | Kaip gyveni / laikaisi / einasi?                                       | Kā tev iet?                         | Kai īt?                 |
| Bona vespre           | Lab vakar!               | Labas vakaras!                                                         | Labvakar!                           | Lobs vokors!            |
| Benvingut [s...]      | Svēkė atvīkė̄!            | Sveiki atvykę                                                          | Laipni lūdzam                       | Vasali atguojuši        |
| Bona nit!             | Labanakt                 | Labos nakties / Labanakt!                                              | Ar labu nakti                       | Lobys nakts!            |
| Adéu!                 | Sudieu, vėsa gera        | Viso gero / Sudie(vu) / Viso labo!                                     | Visu labu                           | Palicyt vasali          |
| Que vagi bé el dia!   | Geruos dėinuos!          | Geros dienos / Labos dienos!                                           | Jauku dienu!                        | Breineigu dīnu          |
| Bona sort!            | Siekmies!                | Sėkmės!                                                                | Veiksmi!                            | Lai lūbsīs!             |
| Si us plau            | Prašau                   | Prašau                                                                 | Lūdzu                               | Lyudzams                |
| Gràcies               | Diekou                   | Ačiū / Dėkui / Dėkoju                                                  | Paldies                             | Paļdis                  |
| de res                | Prašuom                  | Prašom                                                                 | Lūdzu!                              | Lyudzu!                 |
| Disculpa              | Atsėprašau               | Atsiprašau / Atleiskite                                                | Atvaino (Piedod)                    | Atlaid                  |
| Qui?                  | Kas?                     | Kas?                                                                   | Kas? (Kurš?)                        | Kas?                    |
| Quan?                 | Kumet?                   | Kada / Kuomet?                                                         | Kad?                                | Kod?                    |
| On?                   | Kor?                     | Kur?                                                                   | Kur?                                | Kur?                    |
| Per què?              | Kudie / Diukuo?          | Kodėl / Dėl ko?                                                        | Kādēļ? (Kāpēc?)                     | Dieļ kuo?               |
| Com et dius?          | Kuoks tava vards?        | Koks tavo vardas? / Kuo tu vardu?                                      | Kāds ir tavs vārds? (Kā tevi sauc?) | Kai tevi sauc?          |
| Perquè                | Tudie / Diutuo           | Todėl / Dėl to                                                         | Tādēļ (Tāpēc)                       | Dieļ tuo                |
| Com?                  | Kāp?                     | Kaip?                                                                  | Kā?                                 | Kai?                    |
| Quant?                | Kėik?                    | Kiek?                                                                  | Cik daudz?                          | Cik daudzi?             |
| No ho entenc          | Nesopronto/Nasopronto    | Nesuprantu                                                             | Nesaprotu                           | Nasaprūtu               |
| Ho entenc.            | Soprontu                 | Suprantu                                                               | Saprotu                             | Saprūtu                 |
| Ajuda!                | Ratavuokėt!              | Padėkite / Gelbėkite!                                                  | Palīgā!                             | Paleigā!                |
| No parlo samogitià.   | Neruokoujous žemaitėškā. | Žemaitiškai nekalbu                                                    | Es nerunāju žemaitiski              | As narunuoju žemaitiski |
| El compte, si us plau | Sāskaita prašītiuo       | Prašyčiau sąskaitą / Sąskaitą, prašyčiau / Sąskaitą, prašau, pateikite | Rēķinu, lūdzu!                      | Lyudzu, saskaitu        |